# Camborne
Camborne (Limba cornică: Cambron) este un oraș în comitatul Cornwall, regiunea South West, Anglia. Orașul se află în districtul Kerrier a cărui reședință este.